# Патрик Вайда
Патрик Вайда (пол. Patryk Wajda; 20 травня 1988, Польща) — польський хокеїст, захисник. Виступає за клуб «Краковія» (Краків) у Польській Екстралізі.  
Виступав за СМС II (Сосновець), СМС I (Сосновець), «Краковія» (Краків).
У складі національної збірної Польщі провів 24 матчі (2 голи); учасник чемпіонатів світу 2010 (дивізіон I) і 2011 (дивізіон I). У складі молодіжної збірної Польщі учасник чемпіонатів світу 2007 (дивізіон II) і 2008 (дивізіон I). У складі юніорської збірної Польщі учасник чемпіонатів світу 2005 (дивізіон I) і 2006 (дивізіон I).
Досягнення
- Чемпіон Польщі (2008, 2009, 2011).